# Achatinella leucorrhaphe
Achatinella leucorrhaphe é uma espécie de gastrópode da família Achatinellidae.
É endémica do Oahu, Arquipélago do Havaí.